# Marilyn White
Marilyn Elaine White (ur. 17 października 1944 w Los Angeles) – amerykańska lekkoatletka, sprinterka, wicemistrzyni olimpijska z 1964.
Na igrzyskach panamerykańskich w 1963 w São Paulo White zdobyła brązowy medal w biegu na 100 metrów, a w sztafecie 4 × 100 m złoty (wraz z nią biegły: Vivian Brown, Willye White i Norma Harris).
Na igrzyskach olimpijskich w 1964 w Tokio amerykańska sztafeta 4 × 100 metrów w składzie: Willye White, Wyomia Tyus, Marilyn White i Edith McGuire zdobyła srebrny medal (za reprezentacją Polski), ustanawiając rekord USA wynikiem 43,9 s, a w finale biegu na 100 metrów White zajęła 4. miejsce (za Tyus, McGuire i Ewą Kłobukowską).
Marilyn White była halową mistrzynią Stanów Zjednoczonych (AAU) na 220 jardów w 1963. 
Rekordy życiowe White:
- bieg na 100 metrów – 11,51 s (1964)
- bieg na 220 jardów – 24,3 s (1965)